# Дюнхаупт, Ангелика
Ангелика Дюнхаупт (нем. Angelika Dünhaupt, 22 декабря 1946, Гослар, Нижняя Саксония) — немецкая саночница, выступавшая за сборную Германии в конце 1960-х — начале 1970-х годов. Бронзовая призёрша зимних Олимпийских игр в Гренобле, обладательница серебряной медали чемпионата Европы, многократная призёрша национального первенства.

## Биография
Ангелика Дюнхаупт родилась 22 декабря 1946 года в городе Гослар, федеральная земля Нижняя Саксония. Активно заниматься санным спортом начала в середине 1960-х годов, вскоре прошла отбор в национальную сборную и стала принимать участие в различных международных стартах, показывая довольно неплохие результаты. Так, уже в 1967 году выиграла серебряную медаль на чемпионате Европы в Кёнигсзее и заслужила звание чемпионки ФРГ в женском одиночном разряде.
Благодаря череде удачных выступлений Дюнхаупт удостоилась права защищать честь страны на зимних Олимпийских играх 1968 года в Гренобле. В ходе финальных заездов заняла лишь шестое место, однако впоследствии всё-таки получила бронзу, поскольку три спортсменки из ГДР (Ортрун Эндерлайн, Анна-Мария Мюллер и Ангела Кнёсель) были уличены в подогреве полозьев и дисквалифицированы. Ещё в течение нескольких лет Ангелика Дюнхаупт выступала на самом высоком уровне, но без особых достижений, поэтому через некоторое время приняла решение завершить карьеру спортсменки, уступив место молодым немецким саночницам. После ухода из санного спорта стала профессиональным фотографом.